# Charlotte de Bourgogne
Charlotte de Bourgogne ou Charlotte de Rethel, née en 1472 et morte à Châteaumeillant le 23 août 1500, est une comtesse de Rethel.

## Biographie
Charlotte de Bourgogne est la fille de Jean de Bourgogne (1415-1491), comte de Nevers, de Rethel, d'Étampes et d'Eu, et de sa seconde épouse, Paule de Brosse, dite de Bretagne, fille de Jean II de Brosse, comte de Penthièvre,.
Charlotte est d'abord promise en 1481 à Charles d'Angoulême puis au comte de Flandre Philippe Ier le Beau,. Elle épouse finalement, le 15 avril 1486, Jean d'Albret, seigneur d'Orval, baron de Lesparre, comte de Dreux et seigneur de Châteaumeillant,.
Jean d'Albret est le frère de Françoise d'Albret, la troisième épouse du père de Charlotte, Jean de Bourgogne,. Le jour même du mariage, Jean de Bourgogne laisse à Charlotte les comtés de Nevers et de Rethel,. Le neveu de Charlotte, Engilbert de Clèves, fils de sa sœur ainée Élisabeth de Bourgogne, conteste cette donation devant le Parlement de Paris parce qu'il entend récupérer le comté de Nevers, héritage de sa mère,. Il affirme que Françoise d'Albret a profité de la faiblesse de son époux, devenu un vieillard sénile,.
Engilbert de Clèves reçoit effectivement les comtés de Nevers et d'Eu, transmis par l'intermédiaire de sa mère Élisabeth de Bourgogne, sœur aînée de Charlotte et issue du premier mariage de leur père avec Jacqueline d'Ailly tandis que Charlotte devient comtesse de Rethel.
Charlotte de Rethel et Jean d'Albret ont plusieurs enfants :
- Marie, comtesse de Rethel, née le 25 mars 1491, épouse en 1504 son cousin Charles II de Clèves, comte de Nevers[10],[11] ;
- Hélène, née à Montrond le 16 juillet 1495 et décédée en 1519[10] ;
- Charlotte, morte en 1526, dame de Châteaumeillant, etc. épouse en 1520 Odet de Foix, vicomte de Lautrec[10].

Charlotte de Rethel meurt le 23 août 1500 à Châteaumeillant et y est inhumée, dans l'église Notre-Dame-la-Petite de Châteaumeillant, avec son mari.